# Crazy Cars
Crazy Cars est une série de jeux vidéo de course automobile développée et éditée par la société française Titus Interactive. Elle est apparue début 1987 et comprend trois épisodes.

## Crazy Cars
Le premier épisode, lancé en 1987, a été initialement développé pour l'ordinateur Amiga. Ce titre est l'un des premiers jeux vidéo de Titus Interactive. À la suite de son lancement, il a été adapté pour une variété d'ordinateurs personnels tant 8 bits que 16 bits. L'aventure se déroule sur les routes de plusieurs États américains, où les joueurs peuvent prendre le volant de voitures de sport telles que la Porsche 911, divers modèles de Ferrari, Mercedes, et autres. Le gameplay est fortement inspiré des jeux d'arcade, offrant une expérience proche du célèbre Out Run.
Le jeu a été développé par Eric Caen (conception, programmation), Olivier Corviole (graphisme) et Herve Caen (producteur). Il s'agit sans doute de l'un des premiers jeux de l'éditeur français à s'exporter largement à l'international. Il fut inclus dans le pack logiciel « Starter Kit » de l'Amiga 500 en Europe et en Australie en 1989 et 1990.
Le nouveau record de vitesse a été inscrit par un jeune joueur. Il est de 579,27 km/h avec la Testa

### Équipe de développement
- Game Design : Eric Caen
- Programmation : Eric Caen (Amiga)
- Graphisme : Olivier Corviole
- Conversions : Vincent Berthelot , Eric Zmiro (PC), Alain Fernandes (Atari ST), Gil Espeche (Amstrad CPC, MSX)

### Accueil
- ACE 690/1000 • Commodore User 7/10

## Crazy Cars II
Le second volet, titré F40 Pursuit Simulator aux États-Unis, est souvent considéré comme le plus innovant des trois. Seule une Ferrari F40 est accessible, mais de grands progrès ont été faits tant au niveau du gameplay que de la réalisation du titre.
Crazy Cars II se distingue des jeux de course de l'époque par sa dimension stratégique. L'aire de jeu n'est pas constituée d'un axe linéaire mais d'un vaste réseau autoroutier que le joueur est libre de parcourir. Le but du jeu est de rejoindre en un temps imparti des points stratégiques de l'espace. Le joueur dispose d'une carte routière pour se repérer et à proximité d'un embranchement, le numéro de la route s'affiche brièvement à l'écran.
La Ferrari F40 dispose de deux vitesses. La conduite est à la fois simpliste et relativement technique car la maniabilité a été pensée pour être compatible avec la souris. La difficulté tient surtout aux voitures de police qui tentent régulièrement de s'interposer. Des barrages sont aussi parfois levés sur la route. Dans cette course d'orientation en contre-la-montre, le joueur peut être percuté sans perdre la partie mais la course s'arrête lorsque le temps est écoulé ou s'il s'éloigne trop de la destination finale.
L'espace routier est situé sur quatre États des États-Unis à l'environnement distinct : l'Utah, le Colorado, le Nouveau-Mexique et l'Arizona. Les graphismes sont succincts mais le programme simule le cycle jour-nuit.
Le jeu comprend seulement quatre missions.
Contrairement à Crazy Cars, Crazy Cars 2 a été développé à l'origine sur l'ordinateur Atari ST.

### Équipe de développement
- Game Design : Jean Michel Masson
- Programmation : Jean Michel Masson (Atari ST)
- Conversions : Philippe Pamart (Amstrad CPC)

### Accueil
- ACE 755/1000 • CU Amiga 61% • ST Amiga Format 71% • Tilt 18/20

## Crazy Cars III
Le troisième et dernier volet, Crazy Cars III, qui a connu une mise à jour appelée Lamborghini American Challenge, est cette fois-ci exclusivement orienté vers l'autre voiture italienne de luxe: la Lamborghini Diablo. Cette mise à jour a la particularité de posséder un mode deux joueurs, totalement absent de Crazy Cars III. D'autre part, ayant payé la licence pour utiliser la Diablo, Titus en a profité pour changer le titre en Lamborghini American Challenge.
Il est à noter que cette mise à jour n'a été prévue et vendue que sur Amiga, Amiga CD32, PC, SNES et Game Boy et n'existe donc pas sur les ordinateurs Atari ST, Amstrad CPC et Commodore 64.

### Système de jeu
Crazy Cars III propose de conduire une Lamborghini Diablo dans un mode championnat qui donne accès à une carte des États-Unis. Les différentes courses sont représentées par des étoiles, mais toutes ne sont pas accessibles. Les courses prennent place dans divers endroits et villes connus : New York, Miami, les montagnes, le désert... Des joueurs contrôlés par l'ordinateur prennent part à ces championnats, et chacun d'entre eux possède son style de conduite (agressive, rapide...) Au début de chaque course les joueurs peuvent parier sur leur chance de victoire, ce qui constitue un moyen de gagner rapidement de l'argent en début de partie et d'améliorer sa voiture. Il existe 4 divisions, regroupant chacune une vingtaine de courses, et un dernier niveau de défi permettant de passer à la division supérieure (le but étant de survivre durant un temps donné sur une route parcourue dans les deux sens par une multitude de camions).
Les courses opposent plusieurs concurrents au joueur qui commence à la dixième place et doit remonter jusqu'à la première. La piste est constituée d'une unique route, sans croisement ou embranchement. Des automobilistes sans rapport avec la course occupent également la route. La police, équipée de radars, peut aussi intervenir et arrêter le joueur, un grand moment du jeu puisqu'en tout début de partie tous les concurrents ralentissent en voyant une voiture de police.
L'argent collecté sert ensuite à réparer sa voiture entre les courses mais aussi et surtout à l'améliorer (turbo, brouilleur de radar, etc.). Malheureusement vite répétitif, le jeu ne prend son sens qu'au tout début, lorsque la voiture du joueur est moins puissante que celles des adversaires et de la police, même si sur les derniers niveaux, la voiture équipée de multiples options, devient très agréable à conduire, avec une bonne sensation de vitesse.
Autre point négatif, l'IA montre vite ses limites, il est assez facile de remporter les courses, et l'IA n'ayant pas assez d'argent pour améliorer ses voitures, le joueur se retrouve assez vite sans adversaire.
Enfin, il est impossible de sauvegarder le jeu en cours, ce dernier ne le fait qu'à la fin de chaque division (c'est-à-dire seulement 3 fois donc). De plus, à la reprise d'une sauvegarde, un bug faisait disparaître les concurrents du mode championnat, le joueur se retrouvant à affronter des véhicules moins rapides et sans « âme ». 
Le record sur le jeu a été établi récemment par un joueur. Le nouveau record est donc de 410,43 km/h.[réf. nécessaire].
Un record sur Amstrad CPC, par Amstrad Maniaque, visible sur Youtube, montre 430 km/h.
(Vers 3h50)

### Accueil
- Amiga Format 93% • CU Amiga 71% • Génération 4 95%